# Valentín Almirall
Valentín Almirall y Llozer (Barcelona, 8 de marzo de 1841-Barcelona, 20 de junio de 1904) fue un político, periodista, ensayista y abogado español. De ideología republicana y federal, es considerado uno de los ideólogos del catalanismo político. Su labor pública se movió por el terreno de las ideas con una notable acción de articulismo, con casi ochocientos densos artículos periodísticos.

## Biografía
Nacido en Barcelona, se licenció en derecho civil y canónico. Almirall entendía que la vertebración de Cataluña dentro España debía basarse en el respeto absoluto y el plano de igualdad entre Cataluña y el resto de estados federales que deberían constituir España. El estado compuesto o federal es su aspiración de carácter político asumiendo la representación del republicanismo federal y del catalanismo. Así, entre 1868 y 1881 militó en el Partido Republicano Democrático Federal vertebrado alrededor del Club de los Federalistas (1868-1869), del cual fue elegido el primer presidente a la vez que del diario El Estado Catalán.
Tras el fracaso de la Primera República, dio un giro catalanista y rompió con el grueso del Partido Federal, que dirigía Pi y Margall. En 1879 fundó el Diari Català, que aunque tuvo una breve vida —cerró en 1881— fue el primer diario escrito íntegramente en catalán. Al año siguiente convocaba el Primer Congreso Catalanista del que surgiría en 1882 el Centre Català, la primera entidad catalanista claramente reivindicativa, aunque no se planteó como partido político sino como una organización de difusión del catalanismo y de presión sobre el gobierno.
En 1885 intervino en la redacción del Memorial de agravios que se presentó al rey Alfonso XII, en el que se denunciaban los tratados comerciales que se iban a firmar y las propuestas unificadoras del Código Civil.

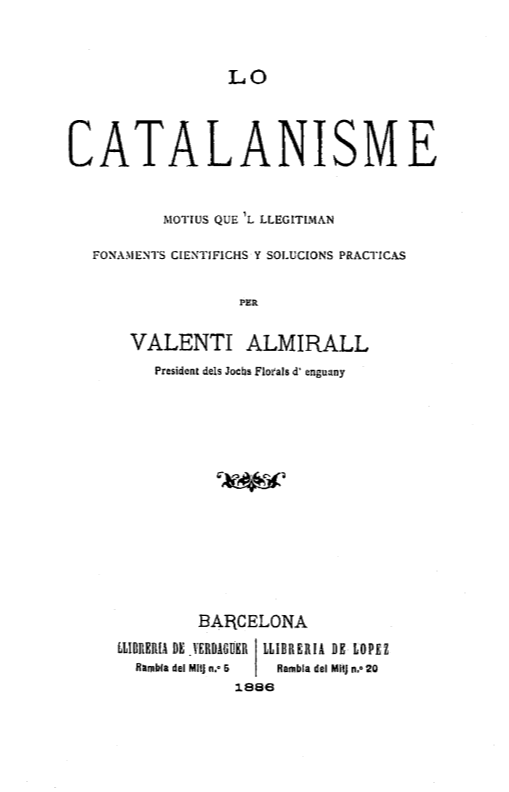
Portada de Lo catalanisme (1886)

En 1886 presidió los juegos florales de Barcelona. Ese mismo año, publicó su obra fundamental Lo catalanisme, en el que defendía el «particularismo» catalán y la necesidad de reconocer «las personalidades de las diferentes regiones en que la historia, la geografía y el carácter de los habitantes han dividido la península». Este libro constituyó la primera formulación coherente y amplia del «regionalismo» catalán y tuvo un notable impacto —décadas después Almirall fue considerado como el fundador del catalanismo político—. Según Almirall, «el Estado lo integraban dos comunidades básicas: la catalana (positivista, analítica, igualitaria y democrática) y la castellana (idealista, abstracta, generalizadora y dominadora), por lo que «la única posibilidad de democratizar y modernizar España era ceder la división política del centro anquilosado a la periferia más desarrollada para vertebrar "una confederación o estado compuesto", o una estructura dual similar a la del Austria-Hungría». Almirall ponía como modelo Suiza, con un poder federal débil y colegiado (y que había analizado en su Estudio político comparativo de la Confederación suiza y la Unión Americana). El mismo año de Lo catalanisme publicó un polémico ensayo en francés titulado Espagne telle qu'elle est, en el que volvía a defender la tesis de que los males de España procedían de la imposición por parte de le groupe castillan ou central-méridional de su sistema político autoritario, frente al sistema pactista del grupo catalano-aragonés.
Valentí Almirall fue una de las personas que más se significó públicamente en contra de la celebración de la Exposición Universal de Barcelona de 1888, por considerarla un evento organizado para mejorar la imagen de la centralista monarquía borbónica de la Restauración, que consideraba perjudicial a los intereses de Cataluña. Fue enterrado en el cementerio de Poblenou.